# Prost (Magazin)
Das PROST – Fachmagazin für Kulinarik, Gastronomie, Hotellerie und Tourismus ist Österreichs auflagenstärkstes Gastronomie- und Hotelleriefachmagazin und informiert über Trends, News und Produktneuheiten im Umfeld Gastronomie, Hotellerie und Tourismus.

## Angaben zum Magazin
Das Magazin wird per Post an alle Gastronomie-, Tourismus- und Hotelleriebetriebe, Großküchen (Krankenhäuser, Kliniken, Alters- und Pflegeheime, Betriebsverpflegungen) in Österreich und Deutschland zugestellt.
Weiters informiert das PROST-Magazin über die gleichnamige News-Plattform prost-magazin.at und einen zwei-wöchentlich erscheinenden Newsletter an rund 18.000 Empfänger.

## Inhalt
Prost informiert regelmäßig in Berichten, Reportagen, Kommentaren, Glossen, Analysen und Statistiken über folgende Themen:
- Wirtschaft (Hotellerie, Gastronomie, Betriebe, Wettbewerb, Tourismus, Personalia)
- Kulinarik (Getränke, Speisen)
- Branchen-News
- Aktuelles (Panorama, Society, Messen)
- Produktvorstellungen
- Ausstattung (Einrichtung, Technologie, Geräte)

## Auflage
Die Druckauflage 2021 liegt laut Österreichischer Auflagenkontrolle (ÖAK) durchschnittlich bei 34.596 Exemplaren.

## amedien Werbe- und Verlags GmbH
Die amedien Werbe- und Verlags GmbH, Linz (Österreich) wurde 2009 gegründet und verlegt neben PROST die Magazine TVaktuell HOTELE – 4-Wochen TV-Magazin für Gäste erstklassiger Hotels und TVaktuell HOSPITAL – 4-Wochen TV-Magazin für Patienten erstklassiger Spitäler.